# 卡密拉·夏蒙體育城體育場
卡密拉·夏蒙體育城體育場（英語：Camille Chamoun Sports City Stadium，阿拉伯语：‎）是位於黎巴嫩貝魯特的多功能體育場，可容納49,500個座位。該體育場配備田徑設施，是黎巴嫩最大的體育場，主要用於足球比賽。

## 歷史
卡密拉·夏蒙體育城體育場在1957年由黎巴嫩青年與美術部建造，體育場以當時黎巴嫩總統卡密拉·夏蒙命名，在同年舉行首場比賽由黎巴嫩對戰比杜路爾。然而體育場在1982年以色列入侵黎巴嫩期間被完全摧毀。
1997年，黎巴嫩總理拉菲克·哈里里啟動項目以重建卡米勒·沙穆恩體育城體育場，以便為2000年亞洲盃足球賽做準備。這項重建計劃獲得沙特阿拉伯和科威特的資助，分別提供了2000萬和500萬美元資助，而黎巴嫩政府則提供其餘的7500萬美元資金，該項目還包括對毗鄰的「皮埃爾·吉馬耶爾體育館」（Pierre Gemayel Hal）進行翻新。
重建後，體育場舉辦1997年泛阿拉伯運動會，黎巴嫩總統埃利亞斯·赫拉維發表了開幕演講，他說：“我們向世界宣告，黎巴嫩人民已經回歸自己的傳統和團結，他們回來建設一個屬於英雄、年輕人和和平的黎巴嫩。”黎巴嫩總理也發表了演講，他說：“建設戰勝了破壞，和平戰勝了戰爭。”最後，泛阿拉伯委員會主席表示：“這是一場黎巴嫩人民之間的團結比賽，他們在自己的國家建立了可信度，並舉辦了這場偉大的體育盛事。”“炸彈可以摧毀一座城市，但絕不會動搖信徒的信仰。”
體育場還舉辦1999年阿拉伯田徑錦標賽、2000年亞洲盃和2009年9月27日至10月3日期間舉行的第六屆法語系運動會的主要場地。在2017年4月27日，舉辦巴塞隆拿傳奇隊對皇家馬德里傳奇隊的比賽，最終比分為巴塞隆拿以3-2獲勝。
卡米勒·沙穆恩體育城體育場在2020年貝魯特爆炸事故中嚴重受損，無法用於2020-21年賽季的體育活動 。2020年10月26日，有報導稱該體育場被暫時成為面粉和小麥儲存倉庫，因為爆炸事故導致貝魯特小麥儲存建築物倒塌。
2025年2月23日，真主黨為遇刺身亡的第三任總書記哈桑·納斯魯拉和真主黨執行委員會主席哈希姆·薩菲丁的集體葬禮在此舉行。

## 外部連結
- StadiumDB.com （页面存档备份，存于）